# Campeonato Mundial de Atletismo Júnior de 2010 - 400 m com barreiras feminino
A prova dos 400 metros com barreiras feminino do Campeonato Mundial de Atletismo Júnior de 2010 ocorreu entre os dias 22 e 24 de julho em Moncton, no Canadá. 

## Recordes
Antes desta competição, os recordes mundiais e do campeonato nesta prova eram os seguintes:
|     | Nome           | Nacionalidade  | Tempo | Local    | Data                  |
| --- | -------------- | -------------- | ----- | -------- | --------------------- |
| WJR | Wang Xing      | China          | 54.40 | Nanquim  | 21 de outubro de 2005 |
| CR  | Lashinda Demus | Estados Unidos | 54.70 | Kingston | 19 de julho de 2002   |

## Medalhistas
| Ouro                | Prata                | Bronze            |
| Vera Rudakova (RUS) | Evonne Britton (USA) | Shiori Miki (JPN) |

## Cronograma
Todos os horários são locais (UTC-4).
| Data        | Hora  | Evento        |
| ----------- | ----- | ------------- |
| 22 de julho | 09:15 | Eliminatórias |
| 24 de julho | 16:10 | Final         |

## Resultados

### Eliminatórias
As eliminatórias se iniciaram no dia 22 de julho ás 09:15. 
Bateria 1
| Posição | Atleta               | Nacionalidade | Tempo | Notas                |
| ------- | -------------------- | ------------- | ----- | -------------------- |
| 1       | Ristananna Tracey    | Jamaica       | 58.61 | Q                    |
| 2       | Lisa Hofmann         | Alemanha      | 59.18 | q                    |
| 3       | Ashlea Maddex        | Canadá        | 60.41 |                      |
| 4       | Svetlana Zagorodneva | Cazaquistão   | 60.44 |                      |
| 5       | Sanda Belgyan        | Roménia       | 61.75 |                      |
| 6       | Eva Jeníková         | Chéquia       | DSQ   | Regra 162.7 da IAAF  |
| 7       | Katsiaryna Artyukh   | Bielorrússia  | DSQ   | Regra 32.2 da IAAF Q |

Bateria 2
| Posição | Atleta               | Nacionalidade     | Tempo | Notas |
| ------- | -------------------- | ----------------- | ----- | ----- |
| 1       | Vera Rudakova        | Rússia            | 58.52 | Q     |
| 2       | Evonne Britton       | Estados Unidos    | 59.62 | Q     |
| 3       | Gabriela Cumberbatch | Trinidad e Tobago | 59.86 |       |
| 4       | Déborah Rodríguez    | Uruguai           | 60.39 |       |
| 5       | Jean-Marie Senekal   | África do Sul     | 60.53 |       |
| 6       | Miel Ayedou          | Benim             | 61.15 |       |
| 7       | Ewa Marcinkiewicz    | Suécia            | 61.41 |       |
| 8       | Thiru Piriyah        | Singapura         | 66.08 |       |

Bateria 2
| Posição | Atleta            | Nacionalidade  | Tempo | Notas |
| ------- | ----------------- | -------------- | ----- | ----- |
| 1       | Shiori Miki       | Japão          | 58.45 | Q     |
| 2       | Kelsey Balkwill   | Canadá         | 59.04 | Q     |
| 3       | Cristina Holland  | Estados Unidos | 59.11 | q     |
| 4       | Danielle Dowie    | Jamaica        | 59.28 |       |
| 5       | Christine McMahon | Irlanda        | 60.19 |       |
| 6       | Giulia Latini     | Itália         | 60.20 |       |
| 7       | Abir Barkaoui     | Tunísia        | 64.58 |       |

### Final
A prova final foi realizada no dia 24 de julho ás 16:10. 
| Posição           | Atleta             | Nacionalidade  | Tempo | Notas              |
| ----------------- | ------------------ | -------------- | ----- | ------------------ |
| Medalha de ouro   | Vera Rudakova      | Rússia         | 57.16 |                    |
| Medalha de prata  | Evonne Britton     | Estados Unidos | 57.32 |                    |
| Medalha de bronze | Shiori Miki        | Japão          | 57.35 |                    |
| 4                 | Lisa Hofmann       | Alemanha       | 57.74 |                    |
| 5                 | Ristananna Tracey  | Jamaica        | 57.77 |                    |
| 6                 | Kelsey Balkwill    | Canadá         | 57.94 |                    |
| 7                 | Cristina Holland   | Estados Unidos | 60.12 |                    |
| 8                 | Katsiaryna Artyukh | Bielorrússia   | DSQ   | Regra 32.2 da IAAF |

Legenda
| Recorde mundial       | Recorde mundial (World record)               |                       | Recorde africano                      | Recorde africano (African) |                                           | Q | Classificado por posição (Qualified) |
| Recorde do campeonato | Recorde do campeonato (Championship record)  | Recorde da América    | Recorde da América (Americas)         | q                          | Classificado por melhor tempo (Qualified) |   |                                      |
| Melhor marca do ano   | Melhor marca do ano (World leading)          | Recorde asiático      | Recorde asiático (Asian)              | DNS                        | Não largou (Did not start)                |   |                                      |
| Recorde nacional      | Recorde nacional (National record)           | Recorde europeu       | Recorde europeu (European)            | DNF                        | Não terminou (Did not finish)             |   |                                      |
| Recorde pessoal       | Recorde pessoal do atleta (Personal best)    | Recorde da Oceania    | Recorde da Oceania (Oceania)          | DSQ / DQ                   | Desclassificado (Disqualified)            |   |                                      |
| Recorde da temporada  | Recorde da temporada do atleta (Season best) | Recorde sul-americano | Recorde sul-americano (South America) | NM                         | Sem marca (No mark)                       |   |                                      |